# Xã La Crosse-Brookdale, Quận Rush, Kansas
Xã La Crosse-Brookdale (tiếng Anh: La Crosse-Brookdale Township) là một xã thuộc quận Rush, tiểu bang Kansas, Hoa Kỳ. Năm 2010, dân số của xã này là 1.448 người.